# Yoreli Rincón
Hazleydi Yoreli Rincón Torres (Piedecuesta, 27 luglio 1993) è una calciatrice colombiana, centrocampista del Palmeiras e centrocampista o attaccante della nazionale colombiana, della quale è capitano.

## Carriera

### Club
Rincòn iniziò a giocare a calcio nel campionato colombiano a dodici anni, vincendolo con il Tolima nel 2007. Raggiunse un accordo con l'Università dell'Indiana per giocare a calcio a livello collegiale a partire dal 2011 ma rifiutò per iniziare una carriera professionistica.
A 18 anni, firmò un anno di contratto con il XV di Piracicaba su suggerimento del calciatore colombiano Freddy Rincón. 
Nel gennaio 2013 ha fatto un trasferimento nella squadra svedese LdB FC Malmö militante in Damallsvenskan. Con essa ha giocato da titolare due delle 12 partite e ha segnato una volta, contro il Piteå, vincendo anche qua il campionato. Al termine della stagione Rincón venne svincolata dal Malmö per motivi economici.
Si è unita ai New Jersey Wildcats della United Soccer Leagues W-League per la stagione 2014 per acquisire esperienza, adattarsi allo stile americano di calcio e alla fine tentare di entrare nella NWSL. Ma questo non avviene e il 2 gennaio 2015 viene annunciato il suo approdo in Italia per disputare il campionato nelle file della Torres, ciò nonostante Rincón non viene mai schierata, nemmeno tra le riserve, senza che la società fornisse nuove notizie fino al termine della stagione.
La successiva estate si trasferisce all'Avaldsnes, società con sede nella municipalità di Karmøy, per giocare la seconda parte della stagione in Toppserien, livello di vertice del campionato norvegese femminile di calcio. In campionato il tecnico Tom Nordlie la impiega in 10 incontri, rivelandosi determinante nella vittoria del 29 agosto sullo Stabæk, dove la sua quadra ottiene la vittoria con una sua doppietta al 67' e al 69'. In Norvegia ottiene uno dei migliori risultati sportivi in Europa, condividendo con le compagne il secondo posto in Toppserien e la finale di Coppa di Norvegia, dovendo cedere in entrambi i casi il trofeo al LSK Kvinner, tuttavia nonostante i risultati positivi a fine stagione è tra le molte calciatrici che non rinnovano il contratto.
Nel 2017 torna a giocare in Colombia, prima per il Patriotas e poi per l'Atlético Huila, con cui vince la Coppa Libertadores e il campionato colombiano. Successivamente colleziona varie esperienze tra Brasile, ancora Colombia e Bahrain.
Ad inizio 2020 torna dopo 5 anni in Italia, accordandosi con l'Inter, in Serie A. Durante la stagione il tecnico Attilio Sorbi la impiega in 16 incontri di campionato ai quali si aggiungono le 6 presenze in Coppa Italia.
Dopo una sola stagione all'Inter, nell'estate 2021 si è trasferita alla Sampdoria, iscrittasi al campionato di Serie A dopo aver acquisito il titolo sportivo del Florentia San Gimignano. Qui Rincón rimane due stagioni, la prima dove contribuisce all'ottimo campionato da esordiente del club genovese con 4 reti su 19 presenze in campionato, con la squadra che coglie un lusinghiero 6º posto, che unite alle 2, su 3 incontri, in Coppa Italia ne fa la seconda migliore marcatrice blucerchiata dopo Stefania Tarenzi, e la seconda, dove la Samp offre una prestazione inferiore rispetto alla precedente dovendo guadagnarsi la salvezza nella poule salvezza del rinnovato format del massimo campionati italiano.
Le incertezze riguardo all'iscrizione della squadra al successivo campionato inducono la centrocampista a far ritorno in patria firmando in contratto con l'Atlético Nacional.
Nell'estate 2024 viene annunciato il suo trasferimento al Palmeiras, con il quale fa il suo esordio in occasione della quarta edizione del torneo a invito The Women's Cup.

### Nazionale
Rincón inizia a essere convocata dalla Federcalcio colombiana nel dicembre 2007, vestendo inizialmente la maglia della formazione Under-17 impegnata dal mese successivo nel campionato sudamericano di Cile 2008. In quell'occasione, a soli 14 anni, disputa tutte le sette partite della sua nazionale scendendo in campo da titolare e segnando 3 reti, la prima il 14 gennaio riportando sulla parità l'incontro con le pari età dell'Ecuador nella fase a gironi, risultato che si rivela fondamentale per il passaggio del turno, e ripetendosi aprendo le marcature nella vittoria per 5-0, sempre nel gruppo A della fase a gironi, sulla Bolivia, e nell'ultimo incontro del torneo, nella fase finale, dove su rigore segna il sesto gol colombiano nella vittoria per 7-2 sul Paraguay. A fine torneo festeggia con le compagne la conquista del primo trofeo continentale di categoria per la Colombia, ottenuto superando il Brasile, a pari punti (6) con due vittorie e una sconfitta ma grazie alla netta migliore differenza reti, nonché l'accesso al Mondiale di Nuova Zelanda 2008 e anche l'elezione a migliore giocatrice del torneo. In Nuova Zelanda la Colombia, inserita nel gruppo A, non riesce superare il primo turno, venendo eliminata già alla fase a gironi dalla Nuova Zelanda a causa della sconfitta per 3-1 dopo che aveva pareggiato per 1-1 entrambi gli incontri con Danimarca e Canada.
Nel frattempo, pur nella ancora sua giovanissima età, viene convocata per la prima volta nella Under-20 inserita in rosa con la squadra che disputa nel marzo di quell'anno il campionato sudamericano di Brasile 2008. In quell'occasione la sua nazionale, con due vittorie un pareggio e una sconfitta, non riesce a superare la fase a gironi, dovendo cedere il passaggio del turno al Cile che pur sconfitto 1-0 nello scontro diretto chiude il gruppo B con una migliore differenza reti. Chiamata anche per la successiva edizione casalinga del campionato sudamericano 2010 di categoria, a Bucaramanga, dal tecnico federale Ricardo Rozo, gioca tutti i sei incontri disputati dalla sua nazionale, con la Colombia che chiude da imbattuta il gruppo A nella fase a gironi, dove Rincón che va a rete nelle prime due partite del girone, una doppietta nella vittoria per 3-1 all'Ecuador e quella che su rigore fissa il risultato sul 2-1 con il Cile, e dopo aver superato il Paraguay per 2-1 in semifinale deve cedere il trofeo al Brasile nella finale vinta per 2-0 dalle avversarie.
Nel novembre di quello stesso anno arriva anche la prima convocazione in nazionale maggiore, chiamata da Rozo, che aveva assunto anche l'incarico di commissario tecnico, in occasione del campionato sudamericano di Ecuador 2010.
Ha disputato anche la fase finale del Torneo femminile di calcio alle Olimpiadi di Londra 2012.
L'arrivo del nuovo ct Nelson Abadía nel settembre 2017 non muta la fiducia nella trequartista colombiana inserita in rosa con la squadra che affronta il campionato sudamericano di Cile 2018 a marzo dell'anno seguente. In quell'occasione Abadía la impiega in sei dei sette incontri disputati dalla Colombia, saltando solo quello con il Perù nel gruppo A della fase a gironi, condividendo con le compagne il superamento del turno da imbattute, ma dovendo poi scontrarsi con Argentina, Brasile e Cile nella fase finale e riuscendo a pareggiare solo con quest'ultimo concludendo il torneo al 4º posto, risultato che preclude alla sua nazionale l'accesso al Mondiale di Francia 2019 e al torneo di calcio femminile alle Olimpiadi di Tokyo 2020.
In seguito Abadía decide però, non senza polemiche, di non inserita in rosa per i Giochi panamericani di Lima 2019.

## Statistiche

### Presenze e reti nei club
Statistiche (parziali) aggiornate al 27 maggio 2023.
| Stagione         | Squadra          | Campionato       | Campionato | Campionato | Coppe nazionali | Coppe nazionali | Coppe nazionali | Coppe continentali | Coppe continentali | Coppe continentali | Altre coppe | Altre coppe | Altre coppe | Totale | Totale |
| Stagione         | Squadra          | Comp             | Pres       | Reti       | Comp            | Pres            | Reti            | Comp               | Pres               | Reti               | Comp        | Pres        | Reti        | Pres   | Reti   |
| ---------------- | ---------------- | ---------------- | ---------- | ---------- | --------------- | --------------- | --------------- | ------------------ | ------------------ | ------------------ | ----------- | ----------- | ----------- | ------ | ------ |
| 2020-2021        | Inter            | A                | 16         | 0          | CI              | 6               | 0               | -                  | -                  | -                  | -           | -           | -           | 22     | 0      |
| 2021-2022        | Sampdoria        | A                | 19         | 4          | CI              | 3               | 2               | -                  | -                  | -                  | -           | -           | -           | 22     | 6      |
| 2022-2023        | Sampdoria        | A                | 18         | 2          | CI              | 1               | 0               | -                  | -                  | -                  | -           | -           | -           | 19     | 2      |
| Totale Sampdoria | Totale Sampdoria | Totale Sampdoria | 37         | 6          |                 | 4               | 2               |                    | -                  | -                  |             | -           | -           | 41     | 8      |
| Totale carriera  | Totale carriera  | Totale carriera  | 53+        | 6+         |                 | 10+             | 2+              |                    | -                  | -                  |             | -           | -           | 63+    | 8+     |

## Palmarès

### Competizioni nazionali
- Campionato svedese: 1

LdB FC Malmö: 2013
- Campionato colombiano femminile: 1

Atlético Huila: 2018

### Competizioni internazionali
- Coppa Libertadores: 1

Atlético Huila: 2018